# Зубцов (станция)
Зубцов — железнодорожная станция Московского региона Октябрьской железной дороги. Построена в 1901 году в городе Зубцов. Находится в 196 км от Рижского вокзала в Москве. Станция находится на окраине города недалеко от Вазузы и Волги. Существуют разные старинные фотографии вокзала на станции Зубцов. Через неё перевозятся пассажиры и транспортируются продукты в Ржев-Балтийский, Нелидово, Великие Луки, Ригу.
С 2021 останавливаются поезда Ласточка по маршруту Москва Курская(Ранее Москва-Рижская)-Муравьево
Ходят поезда по Маршруту Ржев-Балтийский(ОЖД-Шаховская(МЖД)

## Пассажирское сообщение
- Рельсовый автобус Шаховская — Ржев-Балтийский. Две пары в сутки.
- Электропоезд «Ласточка» Москва-Курская - Муравьево. 1 пара в сутки по субботам и воскресеньям.

С 1 мая 2021 года станция обслуживает только пригородные маршруты. Поезда дальнего следования до Великих Лук и Пскова перенесены отправлением с Рижского вокзала на Белорусский вокзал.